# Jäneda (przystanek kolejowy)
Jäneda – przystanek kolejowy w miejscowości Jäneda, w prowincji Virumaa Zachodnia, w Estonii. Położony jest na linii Tallinn - Narwa. 